# Liste der Biografien/Kw
Liste der Biografien |
Portal Biografien |
Personensuche
# |
A |
B |
C |
D |
E |
F |
G |
H |
I |
J |
K |
L |
M |
N |
O |
P |
Q |
R |
S |
T |
U |
V |
W |
X |
Y |
Z |
?
 
Ka |
Kb |
Kc |
Kd |
Ke |
Kf |
Kg |
Kh |
Ki |
Kj |
Kl |
Km |
Kn |
Ko |
Kp |
Kr |
Ks |
Kt |
Ku |
Kv |
Kw |
Ky |
Kx |
Kz
Die Liste der Biografien führt alle Personen auf, die in der deutschsprachigen Wikipedia einen Artikel haben. Dieses ist eine Teilliste mit 250 Einträgen von Personen, deren Namen mit den Buchstaben „Kw“ beginnt.

## Kw

### Kwa
- Kwaak, Fietje (1901–1990), niederländische Sekretärin, die im Zweiten Weltkrieg das Vermögen einer jüdischen Familie vor dem Zugriff der Nazis rettete
- Kwabs (* 1990), britischer Soulsänger
- Kwäday Dän Ts’ìnchį, Gletschermumie
- Kwade, Alicja (* 1979), polnisch-deutsche KünstlerinAlicja Kwade (* 1979)

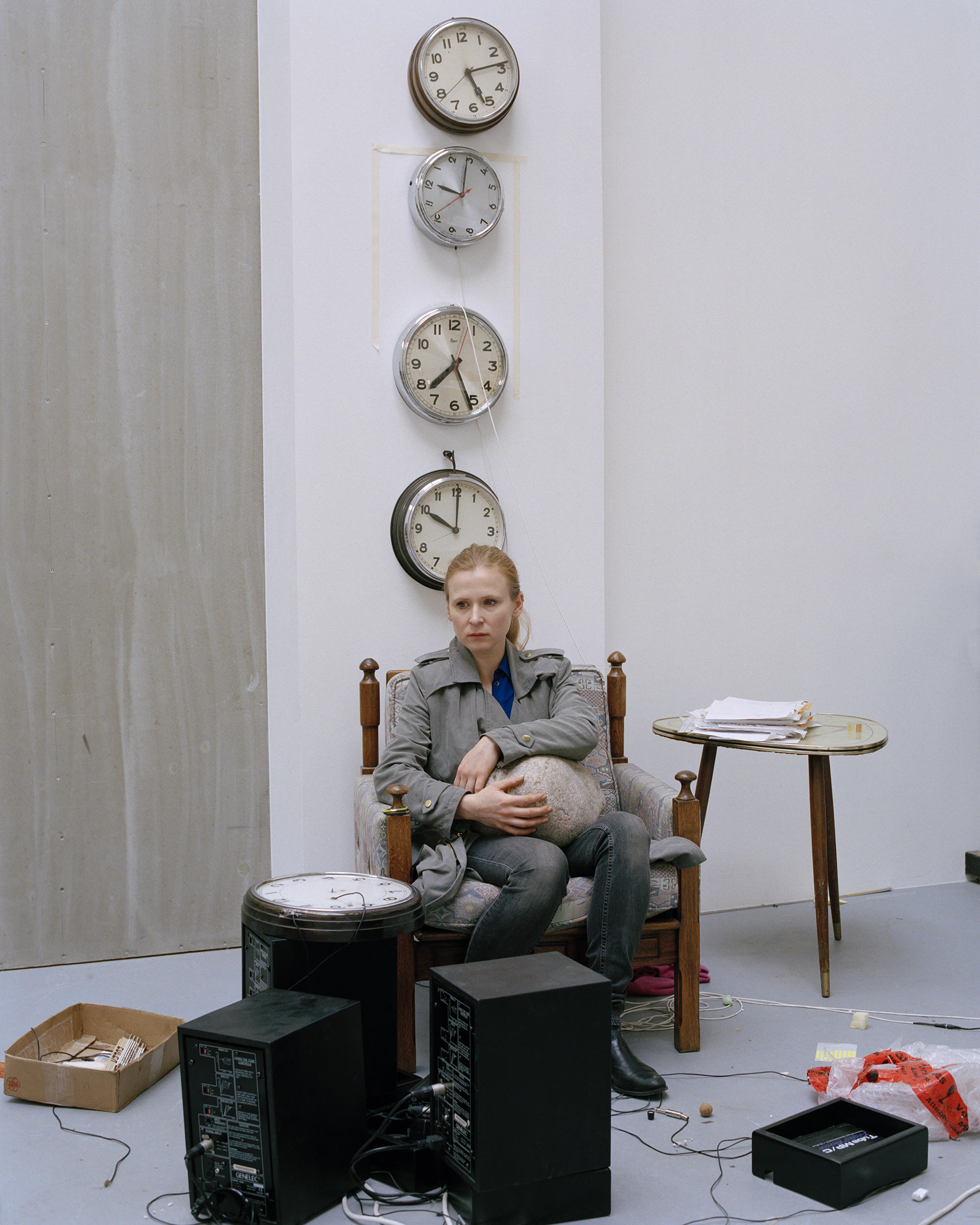
Alicja Kwade (* 1979)

- Kwadwo, Keshia (* 1999), deutsche Sprinterin
- Kwadwo, Leroy (* 1996), deutscher Fußballspieler
- Kwadwo, Osei, Asantehene (Herrscher) des Königreichs Aschanti
- Kwadwo, Yasmin (* 1990), deutsche Leichtathletin
- Kwai, Lun-Mei (* 1983), taiwanische Schauspielerin
- Kwaïter, Georges (1928–2011), syrischer Ordensgeistlicher, melkitischer Erzbischof von Sidon
- Kwak Dae-sung (* 1973), südkoreanischer Judoka
- Kwak, Adam (* 1986), polnischer Biathlet
- Kwak, Do-won (* 1974), südkoreanischer Schauspieler
- Kwak, Geesje (1877–1899), niederländisches Malermodell
- Kwak, Jae-gu (* 1954), südkoreanischer Lyriker
- Kwak, Jae-yong (* 1959), südkoreanischer Filmregisseur und Drehbuchautor
- Kwak, Min-jung (* 1994), südkoreanische Eiskunstläuferin
- Kwak, Ok-chol (* 1973), nordkoreanischer Judoka
- Kwak, Pŏm-gi, nordkoreanischer Politiker
- Kwak, Sin-ae (* 1968), südkoreanische Filmproduzentin
- Kwak, Sun-young (* 1983), südkoreanische Schauspielerin
- Kwak, Tae-hwi (* 1981), koreanischer Fußballspieler
- Kwak, Yoon-gy (* 1989), südkoreanischer Shorttracker
- Kwakman, Kees (* 1983), niederländischer Fußballspieler
- Kwaku Dua I. Panyin († 1867), Asantehene (Herrscher) des Königreichs Aschanti
- Kwaku Dua II. Kumaa († 1884), Asantehene (Herrscher) des Königreichs Ashanti
- Kwakye, Benjamin (* 1967), ghanaischer Jurist und Autor
- Kwakye, Jeanette (* 1983), britische Sprinterin
- Kwalea, Pauline (* 1988), salomonische Sprinterin
- Kwalia, James (* 1984), katarischer Langstreckenläufer kenianischer Herkunft
- Kwambai, Caroline Chepkorir (* 1975), kenianische Langstreckenläuferin
- Kwambai, James Kipsang (* 1983), kenianischer Marathonläufer
- Kwambamba Masi, Jean-Pierre (* 1960), kongolesischer Geistlicher, römisch-katholischer Bischof von Kenge
- Kwamboka, Gladys (* 1996), kenianische Langstreckenläuferin
- Kwame, Kusi (* 1989), deutsch-ghanaischer Fußballspieler
- Kwami, Atta (1956–2021), ghanaischer Künstler
- Kwami, Robert (1879–1945), Pastor und leitender Geistlicher in Togo
- Kwan, Daniel (* 1988), US-amerikanischer Drehbuchautor und FilmregisseurDaniel Kwan (* 1988)

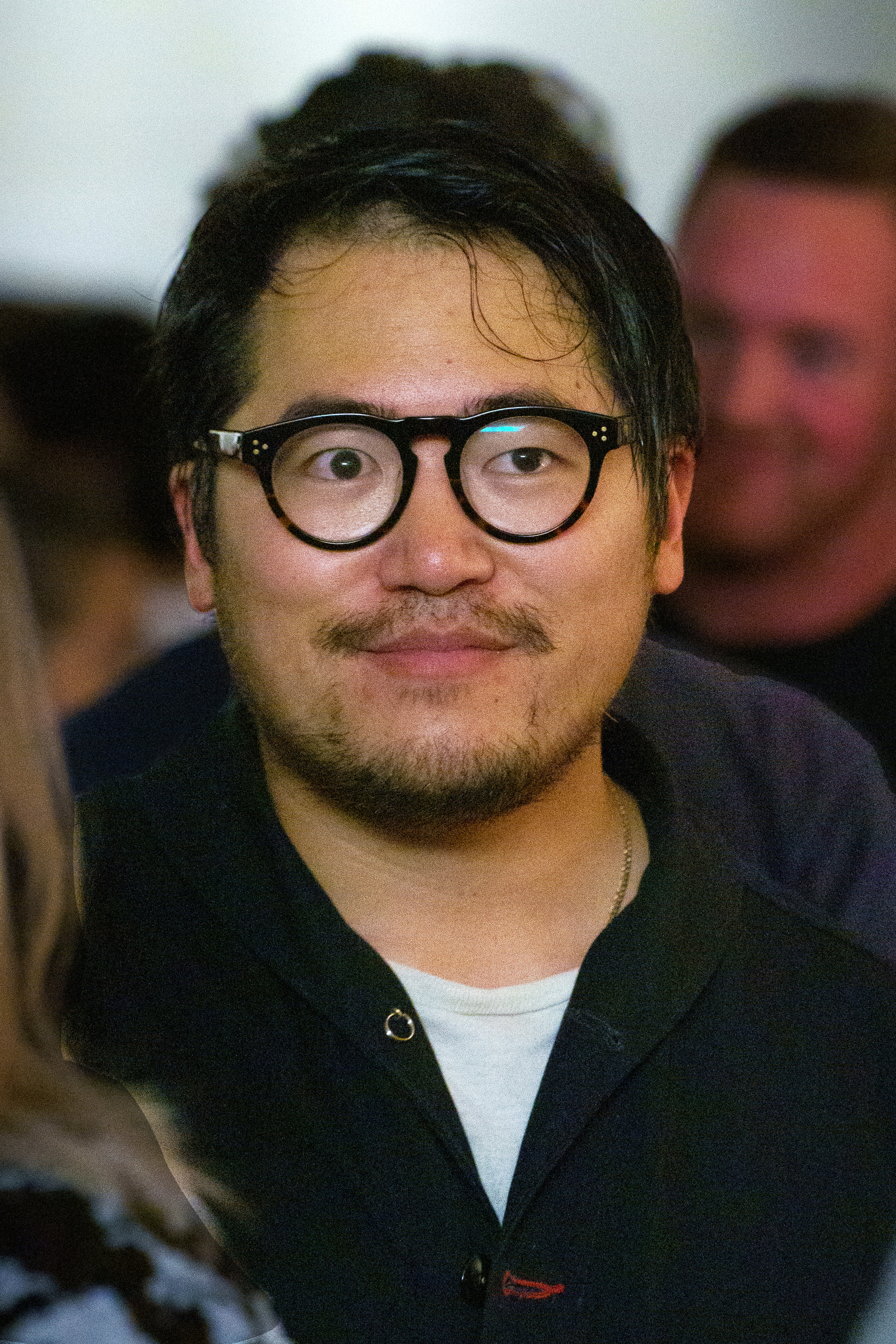
Daniel Kwan (* 1988)

- Kwan, Ga-ya (* 1966), südkoreanischer Comiczeichner
- Kwan, Jennie (* 1973), US-amerikanische Schauspielerin, Synchronsprecherin und Sängerin
- Kwan, Jenny (* 1967), kanadische Politikerin
- Kwan, Kevin (* 1973), singapurisch-US-amerikanischer Schriftsteller
- Kwan, Michelle (* 1980), US-amerikanische Eiskunstläuferin
- Kwan, Nancy (* 1939), chinesisch-amerikanische Filmschauspielerin
- Kwan, Rosamund (* 1962), chinesische Schauspielerin
- Kwan, Shan (1933–2012), chinesischer Schauspieler, Regisseur und Filmproduzent
- Kwan, Stanley (* 1957), chinesischer Filmregisseur
- Kwan, Yoke Meng (* 1966), malaysischer Badmintonspieler
- Kwanchai Fuangprakob (* 1978), thailändischer Fußballspieler
- Kwanchai Suklom (* 1995), thailändischer Fußballspieler
- Kwandt, Hildegard (1905–2000), deutsche Schönheitskönigin und Fotomodell
- Kwanga Njubu, Vincent de Paul (* 1956), kongolesischer Geistlicher, Bischof von Manono
- Kwanrico, Nurbeta (* 1992), indonesische Badmintonspielerin
- Kwanten, Ryan (* 1976), australischer Schauspieler
- Kwaou-Mathey, Just (* 1999), französischer Leichtathlet
- Kwapień, Tadeusz (1923–2012), polnischer Skilangläufer
- Kwapis, Ken (* 1957), US-amerikanischer Film- und Fernsehregisseur
- Kwarasey, Adam Larsen (* 1987), ghanaisch-norwegischer Fußballspieler
- Kwarazchelia, Chwitscha (* 2001), georgischer FußballspielerChwitscha Kwarazchelia (* 2001)

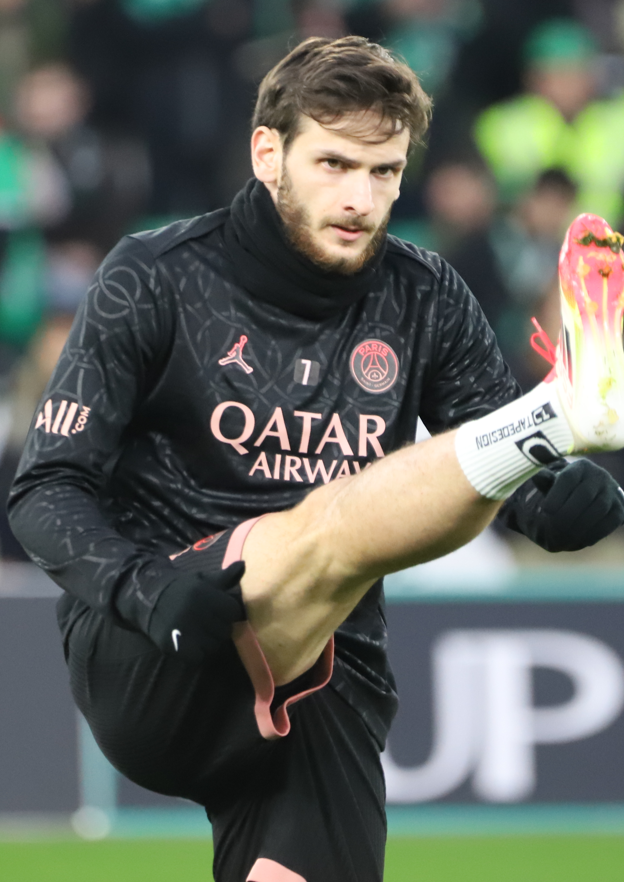
Chwitscha Kwarazchelia (* 2001)

- Kwari, Antipass (* 1975), simbabwischer Mountainbike- und Straßenradrennfahrer
- Kwartalnow, Dmitri Wjatscheslawowitsch (* 1966), russischer Eishockeyspieler
- Kwartemaa, Benedica (* 2004), ghanaische Sprinterin
- Kwarteng, Abigail (* 1997), ghanaische Hochspringerin
- Kwarteng, Jerry (* 1976), deutscher SchauspielerJerry Kwarteng (* 1976)

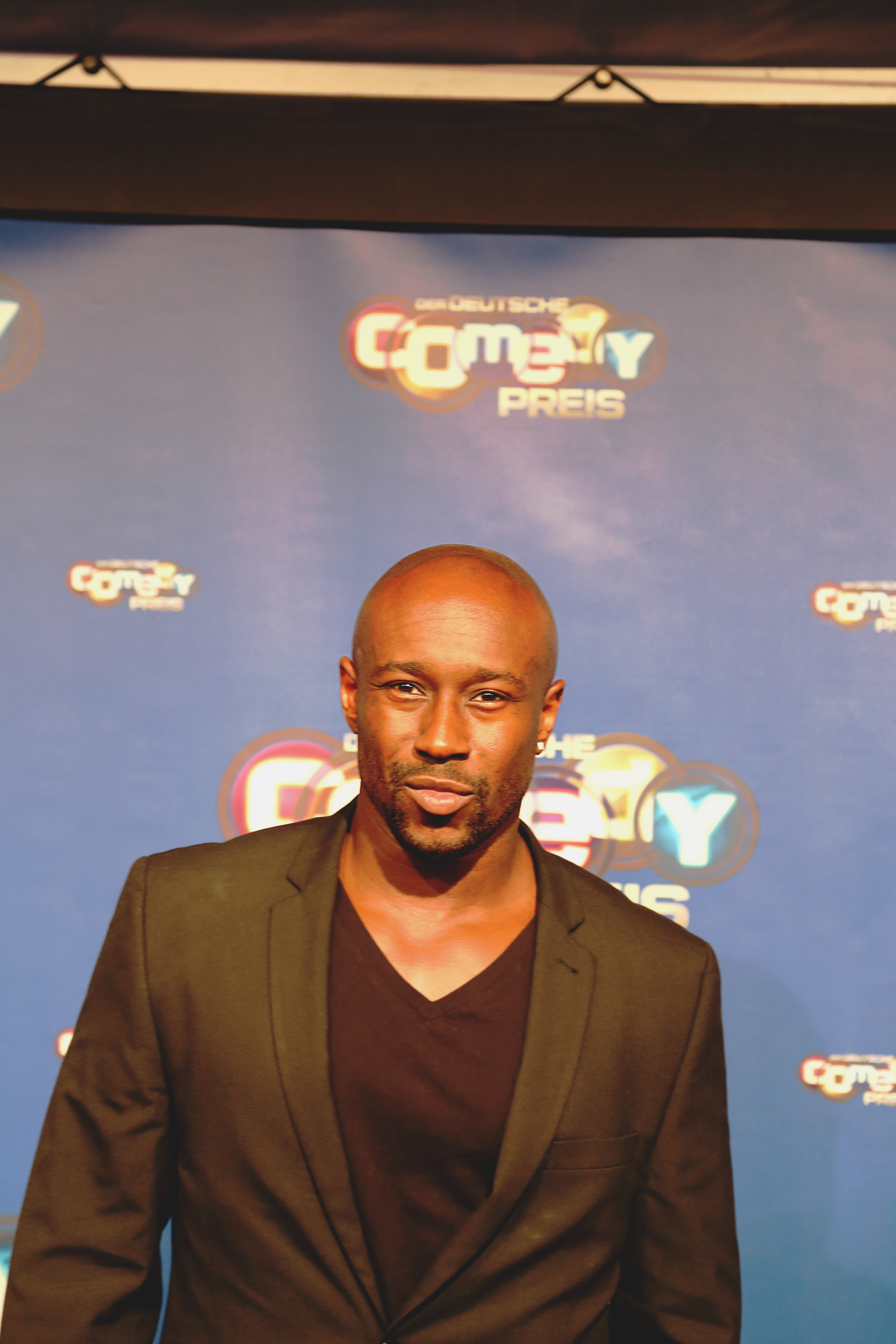
Jerry Kwarteng (* 1976)

- Kwarteng, Kwasi (* 1975), britischer Politiker (Conservative Party)
- Kwarteng, Moritz (* 1998), deutscher Fußballspieler
- Kwartin, Zevulun (1874–1952), russisch-amerikanischer Kantor
- Kwascha, Igor Wladimirowitsch (1933–2012), russischer Schauspieler
- Kwascha, Illja (* 1988), ukrainischer Wasserspringer
- Kwascha, Oleg Wladimirowitsch (* 1978), russischer Eishockeyspieler
- Kwaschik, Anne (* 1976), deutsche Historikerin
- Kwaschik, Johannes (* 1948), deutscher evangelischer Theologe, Oberbürgermeister von Schwerin
- Kwaschnin, Anatoli Wassiljewitsch (1946–2022), russischer General
- Kwasigroch, Robert (* 2004), deutscher Fußballtorwart
- Kwasman, Theodore, deutscher Judaist
- Kwaśniewska, Jolanta (* 1955), polnische Anwältin, First Lady Polens (1995–2005)
- Kwaśniewska, Maria (1913–2007), polnische Speerwerferin
- Kwaśniewski, Aleksander (* 1954), polnischer Politiker, Mitglied des Sejm und Präsident
- Kwasniewski, Klaus (* 1940), deutscher Fußballspieler
- Kwasniewski, Peter Andrew (* 1971), US-amerikanischer Philosoph
- Kwasnikow, Alexander Wassiljewitsch (1892–1971), russischer Physiker und Hochschullehrer
- Kwasniok, Lukas (* 1981), deutscher Fußballtrainer
- Kwasnitza, Lothar (1929–1983), deutscher Architekt
- Kwaśny, Dorota (* 1972), polnische Skilangläuferin
- Kwasny, Ursula (* 1952), deutsche Politikerin (CDU), Bürgermeisterin von Grevenbroich (seit 2009)
- Kwaśny, Wiesław (* 1950), polnischer Geiger, Bratschist und Musikpädagoge
- Kwaśny, Zdzisław (* 1960), polnischer Leichtathlet
- Kwassow, Alexei Wassiljewitsch († 1777), russischer Architekt und Stadtplaner
- Kwassow, Andrei Wassiljewitsch (1718–1772), russischer Architekt des Barock
- Kwast, Ernest van der (* 1981), niederländischer Autor und Journalist
- Kwast, James (1852–1927), niederländisch-deutscher Pianist und Musikpädagoge
- Kwast, Steven L., US-amerikanischer Offizier, Generalleutnant der US Air Force
- Kwateh, Ronaldo (* 2004), indonesisch-liberianischer Fußballspieler
- Kwateng, Enock (* 1997), französisch-ghanaischer Fußballspieler
- Kwatschadse, Dawit (* 1951), sowjetischer Boxer
- Kwatschatadse, Saal (* 1990), georgischer Boxer
- Kwatschuk, Oleksandr (* 1983), ukrainischer Radrennfahrer
- Kwayie, Lisa-Marie (* 1996), deutsche LeichtathletinLisa-Marie Kwayie (* 1996)

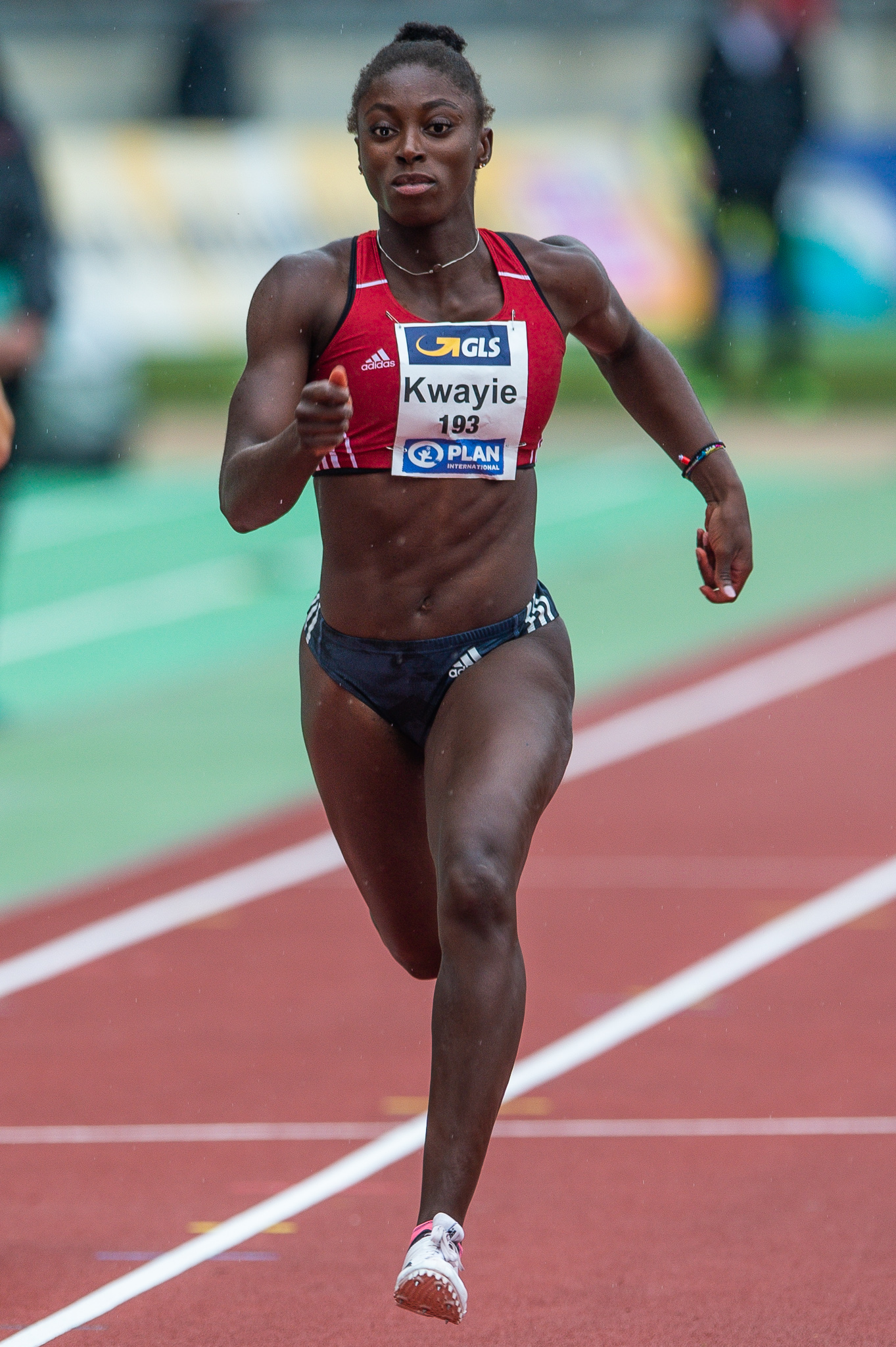
Lisa-Marie Kwayie (* 1996)

- Kwazabaia, Sopia (* 1988), georgische Tennisspielerin

### Kwe
- Kwedar, Greg, US-amerikanischer Filmproduzent, Filmregisseur und Drehbuchautor
- Kweder, Witali Wladimirowitsch (* 1949), russischer Festkörperphysiker
- Kwederawitsch, Johann (1923–2002), deutscher Keramiker
- Kweh, Glenn (* 2000), singapurischer Fußballspieler
- Kwek, Leng Beng (* 1942), singapurischer Unternehmer
- Kwekeu, Eric (* 1980), kamerunischer Fußballspieler
- Kweksilber, David (* 1973), niederländischer Klarinettist und Saxophonist, auch Bigband-Leader
- Kweksilber, Marjanne (1944–2008), niederländische Sopranistin
- Kweksilber, Wilhelm (1912–1988), staatenloser, später niederländischer Publizist und Politiker
- Kweku, Solomon (* 2002), ghanaischer Sprinter
- Kwekweskiri, Irakli (* 1990), georgischer Fußballspieler
- Kwekweskiri, Nika (* 1992), georgischer Fußballspieler
- Kwela, Allen (1939–2003), südafrikanischer Gitarrist
- Kweli, Talib (* 1975), US-amerikanischer RapperTalib Kweli (* 1975)

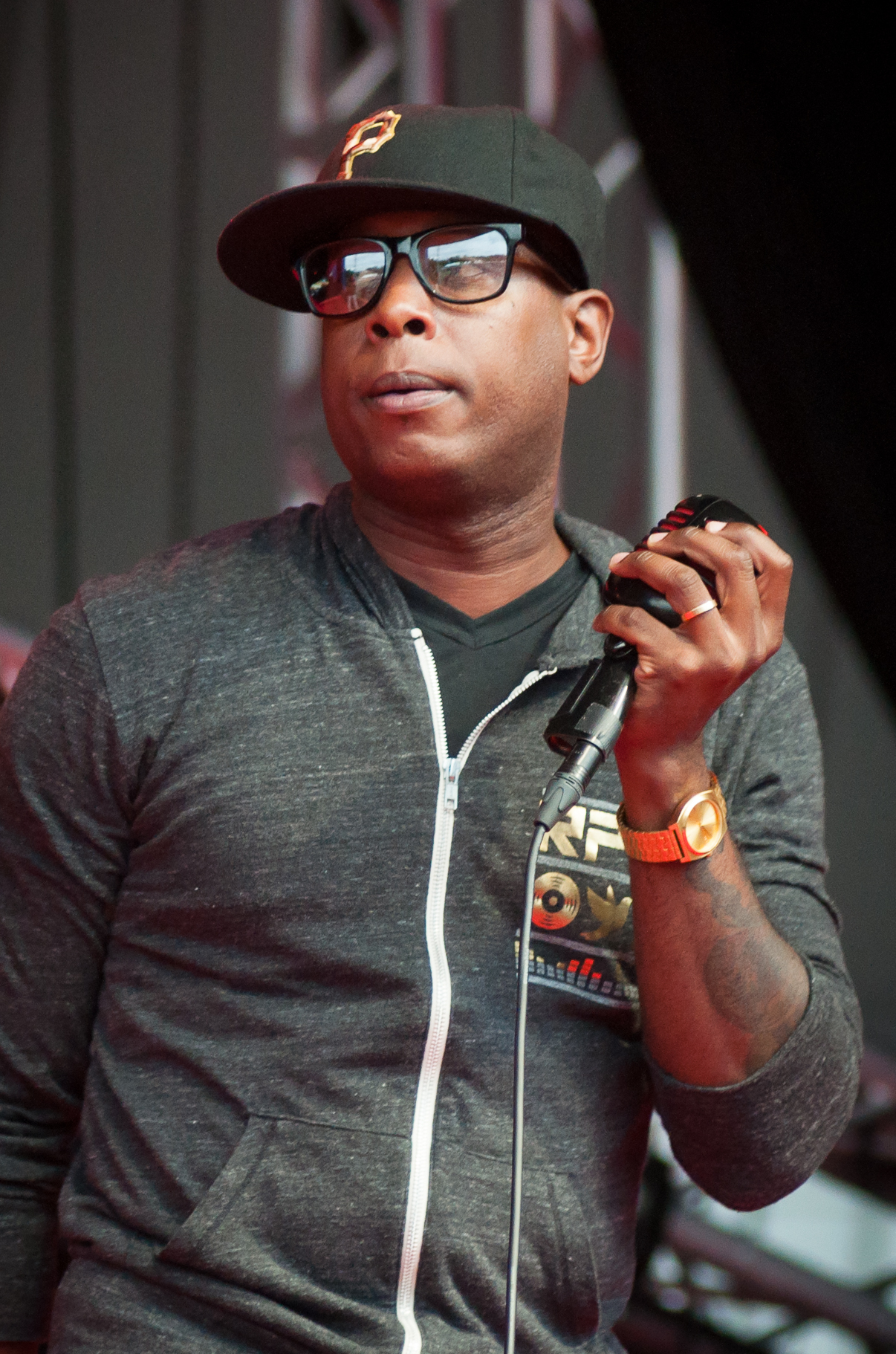
Talib Kweli (* 1975)

- Kweliaschwili, Schota (1938–2004), georgischer Sportschütze
- Kweller, Ben (* 1981), US-amerikanischer Indiepop-Musiker
- Kwemoi, Rodgers (* 1998), kenianischer Langstreckenläufer
- Kwemoi, Ronald (* 1995), kenianischer Mittelstreckenläufer
- Kwenda, Forward, simbabwisch Trommler (Mbira) aus dem Stamme der Shona
- Kweon, Lee-jun (* 1997), südkoreanischer Snowboarder
- Kweon, Young-jun (* 1987), südkoreanischer Degenfechter
- Kwernadse, Bidsina (1928–2010), georgischer Komponist
- Kwet, Axel (* 1965), deutscher Herpetologe
- Kwetzinsky, Joachim (* 1978), norwegischer klassischer Pianist
- Kweuke, Léonard (* 1987), kamerunischer Fußballspieler

### Kwi
- Kwiat, Kris (* 1996), deutscher Film-, TV- und Theaterschauspieler und Model
- Kwiat, Paul G., US-amerikanischer Physiker
- Kwiatkoski, Nick (* 1993), US-amerikanischer American-Football-Spieler
- Kwiatkowska, Antonia, Frau des russischen Philosophen und Revolutionärs Michail Alexandrowitsch Bakunin
- Kwiatkowska, Halina (1921–2020), polnische Schauspielerin und Pädagogin
- Kwiatkowska, Irena (1912–2011), polnische Schauspielerin
- Kwiatkowska, Marta (* 1957), polnische theoretische Informatikerin
- Kwiatkowski, Andrew (* 1979), kanadisch-polnischer Basketballspieler
- Kwiatkowski, Bolesław (1942–2021), polnischer Basketballspieler
- Kwiatkowski, Eugeniusz (1888–1974), polnischer Politiker, Mitglied des Sejm und Ökonom
- Kwiatkowski, Grzegorz (* 1984), polnischer Lyriker und Rockmusiker
- Kwiatkowski, Heinrich (1926–2008), deutscher Fußballspieler
- Kwiatkowski, Jacek (* 1970), polnischer Politiker (Ruch Palikota), Mitglied des Sejm
- Kwiatkowski, Joel (* 1977), kanadischer Eishockeyspieler und -trainer
- Kwiatkowski, Józef (* 1939), litauischer Politiker (Seimas)
- Kwiatkowski, Karen (* 1960), US-amerikanische Autorin und Berufsoffizier der U.S. Air Force
- Kwiatkowski, Krzysztof (* 1971), polnischer Politiker (Platforma Obywatelska), Mitglied des Sejm, Justizminister Polens (seit 2009)
- Kwiatkowski, Łukasz (1982–2018), polnischer Bahnradsportler
- Kwiatkowski, Marek (1930–2016), polnischer Kunsthistoriker
- Kwiatkowski, Michael (* 1961), kanadischer Geistlicher, ukrainisch griechisch-katholischer Bischof von New Westminster
- Kwiatkowski, Michał (* 1990), polnischer RadrennfahrerMichał Kwiatkowski (* 1990)

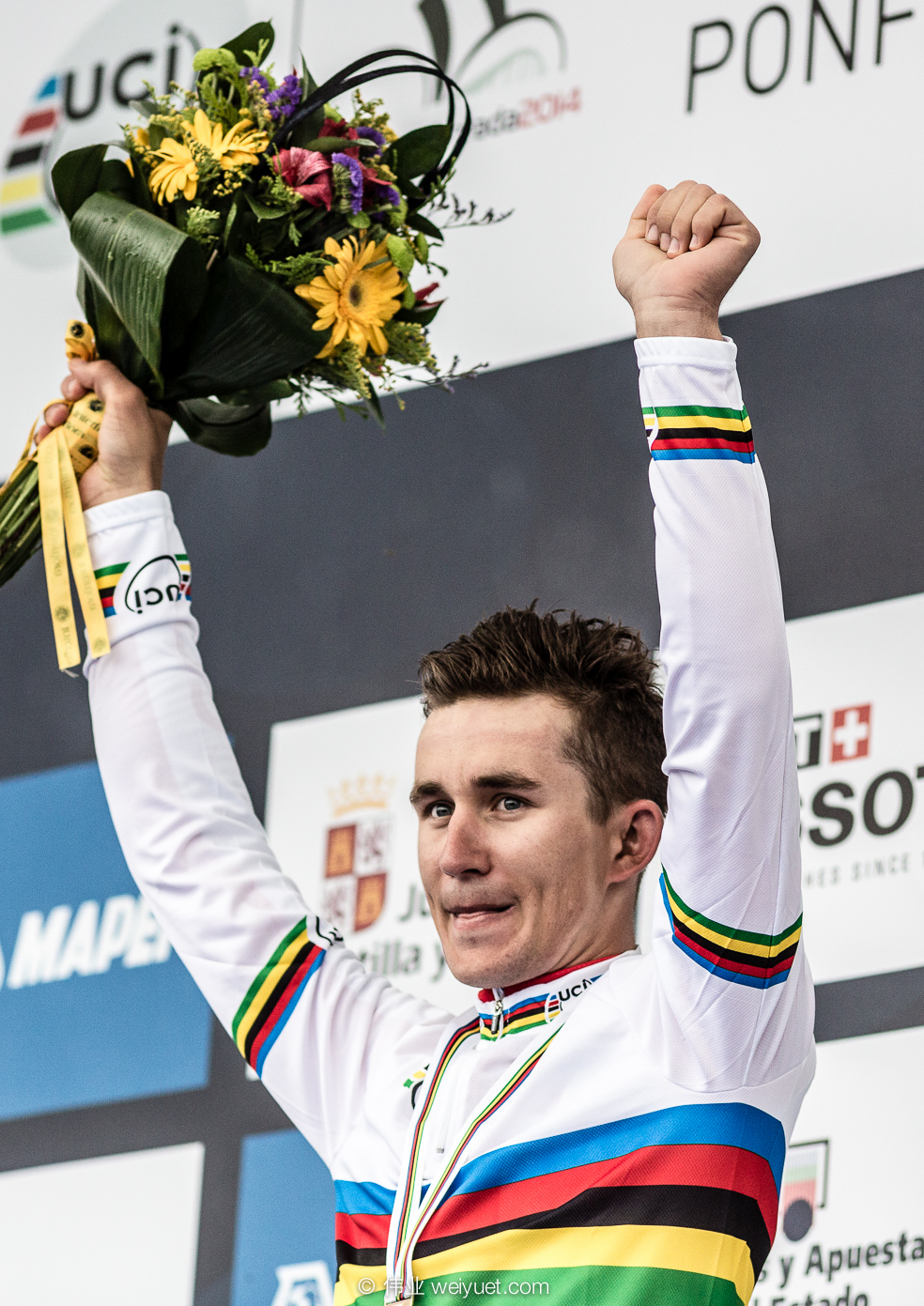
Michał Kwiatkowski (* 1990)

- Kwiatkowski, Oskar (* 1996), polnischer Snowboarder
- Kwiatkowski, Paloma (* 1994), kanadische Schauspielerin
- Kwiatkowski, Ryszard (1931–1993), polnischer Komponist
- Kwiatkowski, Stefan Michał (* 1948), polnischer Pädagoge
- Kwiatkowski, Teofil (1809–1891), polnischer Maler
- Kwiatkowski, Thai-Son (* 1992), US-amerikanischer Tennisspieler
- Kwiatkowski, Tomasz (* 1978), polnischer Fußballschiedsrichter
- Kwiatkowski, Zbigniew (* 1985), polnischer Handballspieler
- Kwiatkowsky, Maria (1985–2011), deutsche Schauspielerin
- Kwiaton, Edith, deutsche Tischtennisspielerin
- Kwiecień, Mariusz (* 1972), polnisch-US-amerikanischer Opernsänger (Bariton)
- Kwieciński, Czesław (* 1943), polnischer Ringer
- Kwiecinski, Wolfgang (1893–1963), deutscher Politiker (DP), MdL
- Kwiek, Andrzej (1916–1953), polnischer Astronom und Entdecker eines Asteroiden
- Kwiet, Hans (1931–2005), deutscher Schauspieler und Fernsehproduzent
- Kwiet, Konrad (* 1941), deutscher Historiker
- Kwietniowski, Richard (* 1957), britischer Autor und Regisseur
- Kwieton, Felix (1877–1958), österreichischer Mittel- und Langstreckenläufer
- Kwilecki, Hektor von (1859–1912), Rittergutsbesitzer und Politiker, MdR
- Kwilecki, Mieczysław von (1833–1918), polnischer Großgrundbesitzer und Politiker
- Kwilecki, Stephan von (1839–1900), Rittergutsbesitzer und Politiker, MdR
- Kwilitaia, Giorgi (* 1993), georgischer Fußballspieler
- Kwimbira, Bernadettar (* 1981), malawische Fußballschiedsrichterin
- Kwinitadse, Giorgi (1874–1970), georgischer Offizier und Politiker
- Kwinten, Harrie (* 1962), niederländischer Hockeyspieler
- Kwirikaschwili, Giorgi (* 1967), georgischer Politiker
- Kwirkwelia, Manuchar (* 1978), georgischer Ringer
- Kwirkwelia, Solomon (* 1992), georgischer Fußballspieler
- Kwit, Serhij (* 1965), ukrainischer Hochschullehrer und Minister für Bildung und Wissenschaft der Ukraine
- Kwitaschwili, Oleksandr (* 1970), georgischer und ukrainischer Manager und Politiker
- Kwitek, Marek (* 1961), polnischer Politiker, Mitglied des Sejm
- Kwitka, Klyment (1880–1953), ukrainischer Musikwissenschaftler
- Kwitka-Osnowjanenko, Hryhorij (1778–1843), ukrainischer Schriftsteller, Journalist und Dramatiker
- Kwitko, Leib († 1952), jiddischsprachiger Autor und Dramatiker
- Kwitnizkaja, Jelena Dmitrijewna (1919–1981), sowjetische Architektin, Kunsthistorikerin und Hochschullehrerin
- Kwittschenko, Maksym (* 1990), ukrainischer Eishockeyspieler
- Kwizda von Hochstern, Franz Johann (1827–1888), österreichischer Apotheker
- Kwizda von Hochstern, Julius (1857–1924), österreichischer Apotheker und Unternehmer
- Kwizéra, Dieudonné (* 1967), burundischer Mittelstreckenläufer
- Kwizera, Olivier (* 1995), ruandischer Fußballspieler
- Kwizera, Pierre (* 1991), burundischer Fußballspieler
- Kwizera, Rodrigue (* 1999), burundischer Leichtathlet
- Kwizinski, Juli Alexandrowitsch (1936–2010), sowjetischer Politiker und Diplomat

### Kwj
- Kwjat, Daniil Wjatscheslawowitsch (* 1994), russischer AutomobilrennfahrerDaniil Wjatscheslawowitsch Kwjat (* 1994)

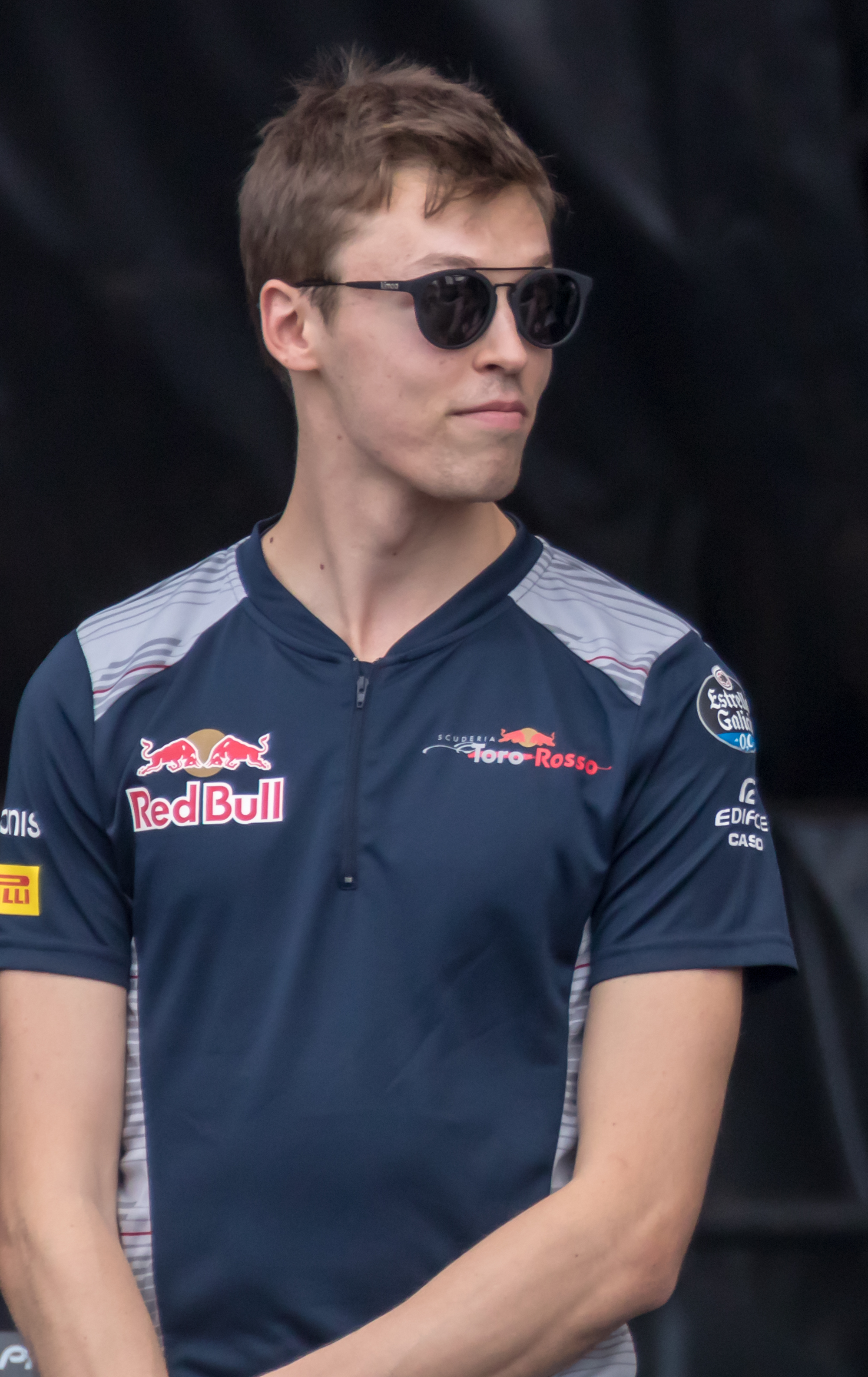
Daniil Wjatscheslawowitsch Kwjat (* 1994)

### Kwo
- Kwofie, John Bonaventure (* 1958), ghanaischer Ordensgeistlicher und römisch-katholischer Erzbischof von Accra
- Kwok, Aaron (* 1965), chinesischer Sänger, Tänzer und Schauspieler
- Kwok, Albert (1921–1944), Guerillaführer
- Kwok, Chun Ting (* 2007), hongkong-chinesischer Sprinter
- Kwok, Fabian (* 1989), singapurischer Fußballspieler
- Kwok, Gary (1952–2011), chinesischer Snookerspieler (Hongkong)
- Kwok, Gary (* 1966), kanadischer Autorennfahrer
- Kwok, Ho Ting (* 1988), chinesischer Bahnradfahrer
- Kwok, Kenix (* 1969), chinesische Schauspielerin
- Kwok, Kenny (* 1968), hongkong-chinesischer Poolbillard- und Snookerspieler
- Kwok, Raymond (* 1952), chinesischer Unternehmer
- Kwok, Thomas (* 1951), chinesischer Unternehmer
- Kwok, Walter (1950–2018), chinesischer Unternehmer und CEO von Sun Hung Kai Properties
- Kwoka, Czesława (1928–1943), polnisches Mädchen, Todesopfer im Konzentrationslager Auschwitz
- Kwolek, Stephanie (1923–2014), US-amerikanische Chemikerin
- Kwon Ri-se (1991–2014), südkoreanische Sängerin japanischer Herkunft
- Kwon, Audrey (* 2006), US-amerikanische Synchronschwimmerin
- Kwon, Chang-hoon (* 1994), südkoreanischer Fußballspieler
- Kwon, Da-kyung (* 1989), südkoreanischer Fußballspieler
- Kwon, Dae-hee (* 1989), südkoreanischer Fußballspieler
- Kwon, Eun-bin (* 2000), südkoreanische Popsängerin und Schauspielerin
- Kwon, Eun-ju (* 1977), südkoreanische Langstreckenläuferin
- Kwon, Gi-pyo (* 1997), südkoreanischer Fußballspieler
- Kwon, Hee-sook (* 1978), südkoreanische Badmintonspielerin
- Kwon, Hellen (* 1961), südkoreanische Opernsängerin
- Kwon, Ho-ung (1959–2010), nordkoreanischer Regierungsbeamter
- Kwon, Hyeok-kyu (* 2001), südkoreanischer Fußballspieler
- Kwon, Hyun-sang (* 1981), südkoreanischer Schauspieler
- Kwon, Jae-hwa (* 1937), südkoreanischer Taekwondo-GroßmeisterKwon Jae-hwa (* 1937)

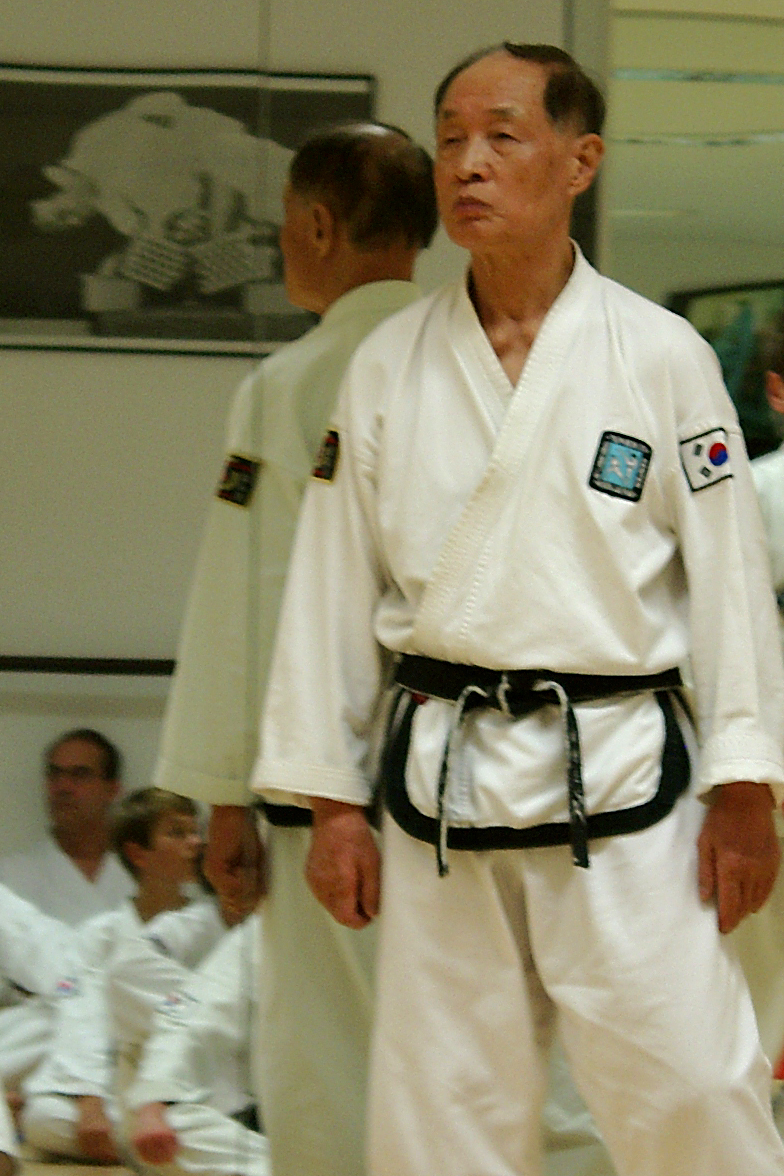
Kwon Jae-hwa (* 1937)

- Kwon, John Chrisostom Hyok-ju (* 1957), südkoreanischer Geistlicher und römisch-katholischer Bischof von Andong
- Kwon, Jung-hyun (* 1941), südkoreanischer Radrennfahrer
- Kwon, Keun-young (* 1979), südkoreanische Hindernisläuferin
- Kwon, Ki-ok (1901–1988), koreanische Pilotin
- Kwon, Kyung-won (* 1992), südkoreanischer Fußballspieler
- Kwon, Oh-hyun (* 1952), südkoreanischer Manager
- Kwon, Sang-woo (* 1976), südkoreanischer Schauspieler
- Kwon, Soon-chun (* 1959), südkoreanischer Boxer im Fliegengewicht
- Kwon, Soon-woo (* 1997), südkoreanischer Tennisspieler
- Kwon, Tae-an (* 1985), südkoreanischer Eishockeyspieler
- Kwon, Yeo-sun (* 1965), südkoreanische Schriftstellerin
- Kwon, Yi-goo (* 1987), südkoreanischer Badmintonspieler
- Kwon, Young-hae (* 1937), südkoreanischer Politiker und ehemaliger Militär
- Kwon, Young-min (* 1946), südkoreanischer Diplomat
- Kwon-Chung, June (* 1933), südkoreanisch-amerikanische Mykologin
- Kwong, Anson (* 1986), chinesischer Squashspieler (Hongkong)
- Kwong, Chi Yan (* 1956), hongkong-chinesischer Radrennfahrer
- Kwong, Eric (* 1982), chinesischer Autorennfahrer (Hongkong)
- Kwong, Glacier (* 1996), chinesische Bürgerrechtlerin und Dissidentin
- Kwong, Louise (* 1995), kanadische Tennisspielerin
- Kwong, Low Tuck (* 1948), indonesischer Unternehmer
- Kwong, Norman (1929–2016), kanadischer Unternehmer, Sportfunktionär und Canadian-Football-Spieler
- Kwong, Paul (* 1950), chinesischer Bischof, Erzbischof und Primas
- Kwong, Peter (1952–2025), US-amerikanischer Schauspieler
- Kwong, Peter Kong-kit (* 1936), chinesischer anglikanischer Bischof, Erzbischof und Primas
- Kwong, Siu-hing (* 1929), Matriarchin Familie Kwok
- Kwotschur, Anatoli Nikolajewitsch (1952–2024), russischer Pilot
- Kwouk, Burt (1930–2016), britischer Filmschauspieler
- Kwoun, Sun-tae (* 1984), südkoreanischer Fußballspieler
- Kwoyelo, Thomas, ugandischer Commandeur einer Rebellengruppe

### Kwu
- Kwubiri, Chidi (* 1966), nigerianisch-deutscher Künstler
- Kwuon, Joan, US-amerikanische Geigerin und Musikpädagogin